# 樸塞斯塔斯
樸塞斯塔斯 （希臘語：Πευκέστας; 前四世紀人物），是古馬其頓亞歷山大大帝的傑出將軍，近身護衛官之一，也是繼業者的一員，他的地盤是波斯帝國的故地。

## 亞歷山大時期
對於樸塞斯塔斯早期經歷不清楚，他出身於馬其頓的米埃札（Mieza）。史書上他沒在亞歷山大的遠征前中期出現，直到最後他才在印度遠征中登場。首次登場是亞歷山大的印度河艦隊裡，樸塞斯塔斯被任命為一艘三列槳座戰船艦長。很可能他在遠征前半期中並沒有擔當什麼重要職位，但顯然因為他遠征期間的個人勇氣和奮戰使他受到亞歷山大的賞識和提拔，亞歷山大命他手持聖盾陪伴亞歷山大進戰場，這面聖盾是亞歷山大東征一開始從特洛伊的雅典娜神廟取來的。
也因為樸塞斯塔斯善戰，前325年當亞歷山大率軍強襲印度木爾坦城時，亞歷山大隻身和幾名護衛殺進城內時，不小心陷入重重包圍之中，樸塞斯塔斯手持聖盾奮力保護受傷的亞歷山大，一直奮戰直到其他部隊來解救他們。儘管其他古代作家對於這一事件的情況和護衛人員有誰有些矛盾，但他們都一致同意樸塞斯塔斯就是其中一員。
也因為這個事件，亞歷山大非常感激他，並且給予他榮重的地位和賞賜。近身護衛官本為七人，亞歷山大破格認命他為自己的第八位近身護衛官。並當亞歷山大遠征軍從印度返回波斯波利斯，他再一度任命樸塞斯塔斯為新任波西斯總督，此舉讓其他軍官知道只要表現受到亞歷山大認可，就有升遷和獲得榮譽的機會，並且也讓其他人承認樸塞斯塔斯的功績。隨後在蘇薩時，樸塞斯塔斯是排列第一位因過往的軍功而獲得金冠的人 ，這次獎賞後樸塞斯塔斯便前去上任他的總督職位。
樸塞斯塔斯擔當波西斯總督期間深受波斯人愛戴，他深知亞歷山大有意融合馬其頓人和波斯人的企圖，他帶頭穿戴波斯的服飾，並依循波斯的禮節，亞歷山大對樸塞斯塔斯的作法相當滿意。前323年，亞歷山大準備進行新一波阿拉伯遠征，而樸塞斯塔斯率領20,000名波斯人所組成的馬其頓方陣來到巴比倫與亞歷山大會合，然而亞歷山大突然患了急病，樸塞斯塔斯在亞歷山大病逝前都在亞歷山大身邊陪伴。

## 繼業者時期
亞歷山大大帝逝世後，樸塞斯塔斯並沒有在步兵和騎兵的巴比倫紛爭中扮演什麼重要角色，但在巴比倫分封協議中他波西斯總督的位置受到認可。在第一次繼業者戰爭後的前321年特里帕拉迪蘇斯分封協議儘管地位保持不變，但他的兄弟阿明塔斯被選為國王腓力三世的近身護衛官，可能是戰爭期間與安提帕特有著友好關係。儘管樸塞斯塔斯並沒有介入第一次繼業者戰爭，但他對帝國其他東方總督的影響力無疑日益強大。當野心勃勃的米底亞總督培松奪取鄰近的帕提亞總督的地盤後，是樸塞斯塔斯所領導的東方總督聯軍將培松擊敗，並把他從帕提亞逐出。而樸塞斯塔斯的名望也讓遠在印度的總督歐德摩斯和巴克特里亞總督斯塔桑諾也派兵參加東方聯軍。
當東方聯軍擊敗培松的同時，帝國西方的戰爭越演越烈。獲得帝國阿吉德王朝皇家授權的歐邁尼斯，正率領一支以銀盾兵為主幹的軍隊從西方往美索不達米亞前來，而大弗里吉亞總督安提柯率領一支大軍緊追在後。歐邁尼斯派人以皇家的名義要求東方總督們前去幫助他對抗安提柯，於是樸塞斯塔斯的東方聯軍在蘇薩與歐邁尼斯軍會合。然而，因為歐邁尼斯是皇家所命的亞洲統帥，還有皇室金庫的授權，因此樸塞斯塔斯不得不先把全軍的指揮權交給歐邁尼斯，但這不代表他就放棄他的野心，而其他東方總督也是因為樸塞斯塔斯才聚集起來，因此他們對歐邁尼斯都很不滿意，樸塞斯塔斯之後也是暗地想盡辦法奪取全軍統帥權。
雖然不爽歐邁尼斯的統帥，但樸塞斯塔斯和其他東方總督們也知道如果安提柯獲勝的話，自己的領地將可能會不保。樸塞斯塔斯利用他波西斯領地的人力和財力去支持這場戰爭，而且全軍中波斯士兵也占了不少部份，在前316年帕萊塔西奈戰役後，歐邁尼斯意圖趁著安提柯撤回米底亞時西進，但因為東方總督們主要關心自己領地安全，他們不願遠離。於是歐邁尼斯只好回樸塞斯塔斯轄區內的波斯波利斯過冬，在那裡樸塞斯塔斯聚辦大型宴會，展現他雄厚的財力來攏絡全軍，也試圖表現他也有財力提供軍餉，以此意圖奪得統率權，但此計被歐邁尼斯一封偽造的書信阻止。
之後，樸塞斯塔斯和其他一些東方總督預謀謀害歐邁尼斯的性命，在伽比埃奈戰役中樸塞斯塔斯率領軍隊的一部份左翼騎兵，但在交戰中樸塞斯塔斯和一些東方總督卻帶著自己的騎兵沒甚麼抵擋就撤退，甚至還抗命退出戰場，最終導致左翼部隊崩壞，輸掉了這場戰役，也喪失銀盾兵的行囊。很可能安提柯先前有與樸塞斯塔斯等人交涉過，使樸塞斯塔斯做出這種臨陣脫逃的行為，且他還是與安提柯交涉銀盾兵行囊條件的主要提議者。此戰戰後，歐邁尼斯遭到叛變而被送到安提柯處，被殺。而其他東方總督各自率軍回自己的領地，結束這場戰爭。
安提柯之後率軍來到樸塞斯塔斯領地，受到樸塞斯塔斯款待，但因為安提柯深知樸塞斯塔斯的能力和野心，他撤換了樸塞斯塔斯，很可能給他崇高的虛職，之後樸塞斯塔斯就沒有什麼重要的事蹟了，似乎他最後活到伊普蘇斯戰役後，還在德米特里一世的宮廷中活躍著。

## 腳註
1. ↑  阿里安, Indica, 18
2. ↑  阿里安, 亞歷山大遠征記, vi. 9-11; 普魯塔克, 希臘羅馬名人傳, "Alexander", 63; 西西里的狄奧多羅斯, Bibliotheca, xvii. 99 昆圖斯·庫爾蒂烏斯·魯夫斯, Historiae Alexandri Magni, ix. 5
3. ↑  阿里安, vi. 28, 30, vii. 5
4. ↑  阿里安, vi. 30, vii. 6; 狄奧多羅斯, xix. 14
5. ↑  阿里安, vii. 23, 24, 26; 弗提, Bibliotheca, cod. 82, cod. 92; 狄奧多羅斯, xvii. 110, xviii. 3, 39; 查士丁, Epitome of Pompeius Trogus, xiii. 4
6. ↑  狄奧多羅斯, xix. 14, 15, 17, 21-24, 37, 38, 48; 波利艾努斯, Stratagemata, iv. 6, 8

## 外部連結
- Livius （页面存档备份，存于）, Peucestas (1) （页面存档备份，存于） by Jona Lendering